# 譽子內親王
譽子內親王（生年不詳－延元元年10月10日（1336年11月13日）），為日本鎌倉時代末期的皇族。伏見天皇第2皇女，母從三位洞院英子。為後伏見天皇與花園天皇的異母姐妹。
自小由永福門院（伏見天皇中宮）所撫養。永仁3年（1295年）8月15日，尚未舉行著袴儀式前，就已得到內親王身份，同日還獲得准三宮宣下。德治2年（1307年）6月22日，女院宣下，號章義門院。正和2年（1313年）8月13日出家，法名解脫心。建武3年/延元元年（1336年）10月10日逝世。